# .hack//Roots
.hack//Roots (jap. ドットハック ルーツ) ist eine Anime-Fernsehserie aus dem Jahr 2006, die Teil des Franchises .hack ist.

## Inhalt
2015 gingen bei einem Brand die meisten Daten des Online-Rollenspiels „The World“ mit Millionen Mitspielern verloren. Aus den geretteten Daten wird „The World R:2“ geschaffen und 2016 veröffentlicht. Das Spiel erlaubt es nun, dass Spieler gegeneinander kämpfen und sich zu Gilden zusammenschließen.
Der Spieler Haseo wird gleich zu Beginn des Spiels von Player-Killern, die unerfahrene Mitspieler umbringen, angegriffen. Doch er wird von Ovan gerettet und schließt sich bald seiner Gilde, der Twilight Brigade, an. Diese hat das Ziel, die sechs Viruskerne zu finden, bevor dies der gegnerischen Gilde TAN gelingt. Bei ihren Abenteuern lernt Haseo die anderen Mitglieder der Gilde kennen, einige auch im realen Leben. Bei einem Angriff wird Shino, Mitglied der Twilight Brigade, im Spiel getötet, in der Realität fällt sie ins Koma. Nun trainiert Haseo im Spiel, um sie wieder aus dem Koma erwecken zu können.

## Produktion und Veröffentlichung
Die Serie wurde 2006 unter der Regie von Koichi Mashimo von Bee Train produziert. Das Charakterdesign entwarf Satoshi Ohsawa und künstlerischer Leiter war Yoshimi Umino. Die Hintergründe wurden durch Production AI angefertigt.
Die Erstausstrahlung fand bei den japanischen Sendern TV Ōsaka und TV Tokyo vom 5. April bis zum 7. September 2006 statt. Mit Verzögerungen von wenigen Tagen wurden die 26 Folgen auch bei AT-X, TV Aichi und TV Setouchi gezeigt. Eine englische Fassung wurde von Animax in Asien ausgestrahlt sowie von Cartoon Network in den USA. Des Weiteren wurde der Anime ins Französische und Spanische übersetzt.

### Synchronisation
| Charakter | Japanischer Sprecher (Seiyū) |
| --------- | ---------------------------- |
| Haseo     | Takahiro Sakurai             |
| Tabī      | Megumi Toyoguchi             |
| Shino     | Kaori Nazuka                 |
| Ovan      | Hiroki Tōchi                 |

### Musik
Musikproduzent der Serie war Yoshimoto Ishikawa, gespielt wurde der Soundtrack von Ali Project. Für den Vorspann verwendet man das Lied Silly-Go-Round von FictionJunction Yuuka, die Abspanne wurden unterlegt mit den Titeln National Awakening - Catharsis und King Knight von Ali Project.